# 樟樹坪
樟樹坪，是臺灣嘉義縣竹崎鄉的一個傳統地域名稱，位於該鄉中部略偏東南。相較於今日行政區，其範圍大致包括龍山村南部凸出部分及其東側的南部邊界地帶、塘興村、白杞村不含東端、文峰村不含南部中央地帶。

## 歷史
台灣日治初期，樟樹坪地區為一街庄（舊制街庄），稱為「樟樹坪庄」，隸屬於大目根堡。該庄西邊及北邊西段與瓦厝埔庄為鄰，北邊東段及東邊隔牛稠溪支流崎腳溪與金獅藔庄為界，南邊為大湖庄、內埔仔庄。
1901年（日治明治三十四年）11月11日，全台設置二十廳，該庄隸屬於嘉義廳。1904年（明治三十七年）2月15日，該庄編入「鹿蔴產區」，隸屬於嘉義廳。1909年（明治四十二年）10月25日，全台整併二十廳為十二廳，該庄仍隸屬於嘉義廳。1910年（明治四十三年）1月18日，各區管轄區域調整，該庄仍隸屬於嘉義廳的「鹿蔴產區」。
1920年（大正九年）10月1日，全台廢十二廳改設五州二廳，該庄改制為「樟樹坪」大字，隸屬於臺南州嘉義郡竹崎庄（新制街庄）。
戰後竹崎庄改制為竹崎鄉，隸屬於臺南縣，大字亦改制為村。1950年（民國39年）10月，雲、嘉、南分治，竹崎鄉改隸屬於嘉義縣。

## 聚落
本地區發展較早的聚落有塘下寮、嶺尾、井仔頭、轆仔腳、樟樹坪、無底潭、內藔、檨仔藔、溪心藔、大坑等，在日治期初期的官方地圖上已有記載。

## 交通
縣道166號是東石至瑞里的道路，經過本地區最北端。由該道路西行可前往竹崎鄉竹崎市區、民雄鄉、新港鄉、六腳鄉、東石鄉，並止於縣道168號轉角路口；東行可前往梅山鄉的瑞里，並止於縣道162甲線路口。
鄉道嘉117線是木履寮至內埔的道路。
鄉道嘉117-1線是頂新社坑至溪洲的道路。
鄉道嘉118線是頂蘇至土豆寮的道路。
鄉道嘉118-1線是塘下寮至土豆寮的道路。
鄉道嘉118-2線是下坪至陳厝的道路。
鄉道嘉119線是水道頭至樟樹坪的道路。
鄉道嘉119-1線是溪心寮至樣仔寮的道路。
鄉道嘉128線是內埔至勝源的道路。
鄉道嘉128-1線是福源至白杞的道路。

## 學校
- 龍山國小文峰分班(已廢校)

## 景點
- 觀音瀑布